# さくら坂 (川崎市)
さくら坂（さくらざか）は神奈川県川崎市宮前区宮崎に存在する坂の愛称である。

## 概要
東急田園都市線宮崎台駅前を、同線と平行に位置する坂。
宮崎台駅に沿う200m程度の長さであるが、東端は田園都市線の高架の下をくぐる道路に接続し、西端は同線の上を跨ぐ陸橋に接続するように、高低差は大きい。
桜の街路樹が並ぶことから、平成13年2月1日に愛称が宮前区により制定された。その名の通り、春には桜が満開となる。
毎年4月第1日曜日にはこの坂を含む宮崎台駅駅前一帯で「ふる里さくらまつり」が開催される。
頂上で堂脇坂に接続する。

## 周辺施設
- 東急田園都市線宮崎台駅
- 電車とバスの博物館
- 東急ストア
- ユータカラヤ

## 経路
花園橋交差点（坂上） - 南方向：堂脇坂、北方向：花園橋（東急田園都市線をわたる陸橋）
↓
交差点 - 宮崎台駅南口・同駅ロータリー
↓
宮崎台駅入口交差点（坂下）